# Uberto Mondolfi
Uberto Mondolfi (Livorno, 1º settembre 1877 – Firenze, 1941) è stato un politico italiano. È stato sindaco socialista di Livorno tra il 1920 e il 1922.

## Biografia
Amico di Amedeo Modigliani e allievo di Giovanni Pascoli, fu professore di Lettere al Liceo classico Niccolini Guerrazzi, il quale frequentò da giovane ed ebbe come maestro Giovanni Pascoli, aderì al Partito Socialista Italiano e fu eletto sindaco della città labronica il 22 novembre 1920.
In seguito alla marcia fascista su Livorno, preceduta dall'assassinio di due consiglieri comunali e disordini in strada, il 3 agosto 1922, Dino Perrone Compagni e Costanzo Ciano si misero alla testa di oltre un migliaio di squadristi e costrinsero alle dimissioni la giunta socialista, guidata da Mondolfi, sotto la minaccia di altre ritorsioni.
(Costanzo Ciano rivolgendosi al sindaco Mondolfi)
Il sindaco, insieme agli altri amministratori, dovette, contestualmente alle dimissioni, abbandonare il Palazzo Comunale. Fu l'ultimo sindaco della città eletto democraticamente prima dell'avvento del fascismo.
Trasferito a Roma venne aggredito dai fascisti. Compagno di studi del ministro della pubblica istruzione Giovanni Gentile, non riuscì a trovare in lui alcun supporto. Trasferito d'autorità ad Ascoli Piceno, in questa città si ammalò di broncopolmonite. Destituito per incapacità dall'insegnamento, perse ogni diritto di insegnare presso le strutture pubbliche. Perse anche la cattedra di latino e greco che aveva ottenuto presso i Padri Scolopi di Firenze per il timore di rappresaglie contro l'Istituto.
Morì a Firenze nel 1941.